# Graft-De Rijp
Graft-De Rijp – gmina w Holandii, w prowincji Holandia Północna.

## Miejscowości
De Rijp, Graft, Markenbinnen, Noordeinde, Oost-Graftdijk, Starnmeer, West-Graftdijk.